# Contes des quatre saisons
Cet article court présente un sujet plus développé dans : Éric Rohmer.
Les Contes des quatre saisons est un cycle de quatre films, réalisés dans les années 1990 par Éric Rohmer. Ces films traitent en partie du même sujet : celui des relations amoureuses et amicales, traitées d'un point de vue philosophique. Dialogues en langage soutenu et caméra « nouvelle-vaguiste », comme dans les autres films de Rohmer, sont aussi des points communs entre ces films.
Après le cycle des six « Contes Moraux », Rohmer se lance un nouveau défi dans les années 1990 : celui de tourner quatre films, un pour chaque saison de l'année. Ainsi, il réalise :
- Conte de printemps en 1990 ;
- Conte d'hiver en 1992 ;
- Conte d'été en 1996 ;
- Conte d'automne en 1998.